# Roberto Pavoni
Pour les articles homonymes, voir Pavoni.
Roberto Pavoni, né le 22 mars 1991 à Harold Wood (Borough londonien d'Havering), est un nageur britannique, spécialiste du papillon et de quatre nages.
Il participe aux Jeux olympiques de Londres en 2012 sans atteindre la finale du 200 m papillon mais remporte sur 200 m quatre nages la médaille de bronze et celle d'argent sur le 400 m quatre nages lors des Championnats d'Europe 2014 à Berlin.

## Palmarès

### Championnats d'Europe

#### En grand bassin
- Championnats d'Europe 2014 à Berlin (Allemagne) :
  -  Médaillé d'argent du 400 m quatre nages
  -  Médaillé de bronze du 200 m quatre nages

#### En petit bassin
- Championnats d'Europe 2015 à Netanya (Israël) :
  -  Médaillé d'argent du 400 m quatre nages